# Autotreno SAD ATR.100
L'autotreno ATR.100 della Società Autobus Alto-Adige (SAD) è un autotreno per il servizio regionale costruito dalla Stadler Rail e appartenente alla famiglia GTW 2/6.
Si tratta di una serie di 12 autotreni a 2 casse, utilizzati sulla ferrovia della Val Venosta. Al giorno d’oggi 11 ATR risultano attivi, mentre l’ATR 007 risulta accantonato a seguito dell’incidente ferroviario di Laces.